# Филбърт (улица в Сан Франциско)
Улица „Филбърт“ (на англ. Filbert Street) е една от най-стръмните улици в град Сан Франциско, щата Калифорния както и една от най-наклонените в Западното полукълбо въобще. Улицата преминава през цялата най-северна жилищна част на Сан Франциско като започва от района на кв. „Норт Бийч“ и центъра на Сан Франциско наизток и завършва при парка Президио назапад. Част от ул. „Филбърт“ в Норт Бийч представлява местна любима атракция от стъпала наречена „Стъпалата на Филбърт“, покрай които има много зеленина и къщи до които може да се стигне само по стъпалата. Стъпалата са доста стръмни също като се изкачват от централната част на Сан Франциско наизток до Кулата Койт в Норт Бийч назапад. В самото подножие в близост до стъпалата се намира централата на компанията за дънкови и други облекла „Левис“ на ул. „Батъри“ 1155 (1155 Battery St.).